# Augy-sur-Aubois
Augy-sur-Aubois is een gemeente in het Franse departement Cher (regio Centre-Val de Loire) en telt 292 inwoners (2004). De plaats maakt deel uit van het arrondissement Saint-Amand-Montrond. Het dorp heeft een kerk uit de 13e eeuw.
Er is sinds 2001 een pelgrimsrefuge (herberg) in dit dorp. Hier kunnen pelgrims die onderweg zijn op de route naar Santiago de Compostella overnachten. Deze refuge heet "Nos Repos" en ligt net naast de plaatselijke begraafplaats.

## Geografie
De oppervlakte van Augy-sur-Aubois bedraagt 29,4 km², de bevolkingsdichtheid is 9,9 inwoners per km².
De onderstaande kaart toont de ligging van Augy-sur-Aubois met de belangrijkste infrastructuur en aangrenzende gemeenten.

## Demografie
Onderstaande figuur toont het verloop van het inwonertal (bron: INSEE-tellingen).